# Australian Open de 1987
O Australian Open de 1987 foi um torneio de tênis disputado nas quadras de grama do Kooyong Lawn Tennis Club, em Melbourne, na Austrália, entre 12 e 25 de janeiro. Corresponde à 19ª edição da era aberta e à 75ª de todos os tempos. Devido à mudança de calendário, a edição anterior, de 1986, não ocorreu.

## Finais

### Profissional
| Categoria | Evento    | Campeã(s)(o/ões)                | Vice-campeã(s)(o/ões)      | Resultado               | Chave(s)  | Chave(s)       |
| --------- | --------- | ------------------------------- | -------------------------- | ----------------------- | --------- | -------------- |
| Simples   | Masculino | Stefan Edberg                   | Pat Cash                   | 6–3, 6–4, 3–6, 5–7, 6–3 | principal | qualificatório |
| Simples   | Feminino  | Hana Mandlíková                 | Martina Navrátilová        | 7–5, 7–61               | principal | qualificatório |
| Duplas    | Masculino | Stefan Edberg Anders Järryd     | Peter Doohan Laurie Warder | 6–4, 6–4, 7–6           | principal | principal      |
| Duplas    | Feminino  | Martina Navrátilová Pam Shriver | Zina Garrison Lori McNeil  | 6–1, 6–0                | principal | principal      |
| Duplas    | Misto     | Zina Garrison Sherwood Stewart  | Anne Hobbs Andrew Castle   | 3–6, 7–65, 6–3          | principal | principal      |

### Juvenil
| Categoria | Evento    | Campeã(s)(o/ões)                  | Vice-campeã(s)(o/ões)          | Resultado | Chave(s)  | Chave(s)       |
| --------- | --------- | --------------------------------- | ------------------------------ | --------- | --------- | -------------- |
| Simples   | Masculino | Jason Stoltenberg                 | Todd Woodbridge                | 6–2, 7–6  | principal | qualificatório |
| Simples   | Feminino  | Michelle Jaggard                  | Nicole Provis                  | 6–2, 6–4  | principal | qualificatório |
| Duplas    | Masculino | Jason Stoltenberg Todd Woodbridge | Shane Barr Bryan Roe           | 6–2, 6–4  | principal | principal      |
| Duplas    | Feminino  | Ann Devries Nicole Provis         | Genevieve Dwyer Danielle Jones | 6–3, 6–1  | principal | principal      |